# Штанев, Яков Иванович
Яков Иванович Штанев (12 апреля 1916 — 14 августа 1998) — заместитель начальника штаба 121-го гвардейского бомбардировочного авиационного полка 11-й гвардейской бомбардировочной авиационной дивизии 1-го гвардейского бомбардировочного авиационного корпуса 18-й воздушной армии, гвардии майор. Герой Советского Союза. Почётный гражданин Днепропетровска (1993).

## Биография
Родился 12 апреля 1916 года в станице Кугоейской ныне Крыловского района Краснодарского края. Работал бригадиром в колхозе.
В 1935 году призван в ряды Красной Армии. В боях Великой Отечественной войны с июня 1941 года. Совершил 230 боевых вылетов на бомбардировку вражеских аэродромов и войск.
Указом Президиума Верховного Совета СССР от 23 февраля 1948 года за образцовое выполнение боевых заданий командования по уничтожению живой силы и техники противника и проявленные при этом мужество и героизм гвардии майору Якову Ивановичу Штаневу присвоено звание Героя Советского Союза с вручением ордена Ленина и медали «Золотая Звезда».
С июля 1960 года в запасе. Жил в Днепропетровске. Скончался 14 августа 1998 года.